# Бациашвили, Нино
Нино Бациашвили (груз. ნინო ბაციაშვილი; род. 1 января 1987, Батуми) — грузинская шахматистка, международный мастер (2013).
В составе сборной Грузии чемпионка мира в 2015 году (Чэнду — Китай), участница 40-й Олимпиады (2012) в Стамбуле. Чемпионка Грузии (2015). В составе сборной Грузии выиграла женский командный чемпионат мира (2015). Вице-чемпионка Европы 2015 года.
Чемпионка Грузии 2020 года среди женщин.
В ноябре 2021 года в Риге она заняла 17-е место на турнире «Большая женская швейцарка ФИДЕ».

## Изменения рейтинга
| Графики недоступны из-за технических проблем. См. информацию на Фабрикаторе и на mediawiki.org. |